# Graierna
Graierna (”de gamla”) var i grekisk mytologi gorgonernas tre systrar, enligt Aischylos döttrar till Forkys, och personifikationer av ålderdomen. De framställs i sagorna som gamla häxor med en gemensam tand och ett gemensamt öga som de i tur och ordning fick använda. Perseus stal deras öga och förmådde dem därmed att avslöja vägen till gorgonerna. Enligt en annan sagovariant kastade han bort det, för att graierna inte skulle kunna hjälpa sina systrar.  